# Dell Curry
Wardell Stephen „Dell“ Curry (* 25. Juni 1964 in Harrisonburg, Virginia) ist ein ehemaliger US-amerikanischer Basketballspieler, der zwischen 1986 und 2002 in der NBA spielte.

## NBA
Curry begann seine Karriere bei den Utah Jazz. Nachdem er ein weiteres Jahr bei den Cleveland Cavaliers verbracht hatte, wurde er beim Expansion Draft von den neugegründeten Charlotte Hornets verpflichtet. In seiner Zeit bei den Hornets galt Curry als einer der besten Bankspieler und gefährlichsten Distanzschützen der Liga. 1994 gewann er den NBA Sixth Man of the Year Award. Kommend von der Bank erzielte Curry 16,3 Punkte im Schnitt, was auch der höchste Punkteschnitt seiner Karriere ist. Nach zehn Jahren verließ er die Hornets und wechselte für eine Saison zu den Milwaukee Bucks. Die letzten drei Jahre seiner Karriere spielte Curry bei den Toronto Raptors, ehe er seine Karriere beendete.
In seiner NBA-Karriere erzielte Curry 11,7 Punkte pro Spiel und traf dabei 40,2 % seiner Dreierwürfe.
Nach seiner Karriere arbeitete Curry als Co-Kommentator bei den Spielen der Charlotte Bobcats und später Hornets.

## Privates
Dell Curry war von 1988 bis 2021 mit Sonya Adams, die er bereits aus der Schule kannte, verheiratet, und ist Vater von drei Kindern. Sein ältester Sohn Stephen Curry wurde bei der NBA-Draft 2009 von den Golden State Warriors verpflichtet und gewann in der Saison 2014/15 und 2015/16 jeweils die Auszeichnungen des wertvollsten Spielers der Liga (MVP) und 2015, 2017, 2018 sowie 2022 die NBA-Meisterschaft. Zudem ist Steph Curry mehrmaliger All-Star. Dells jüngster Sohn Seth spielte für die Basketballmannschaft der Duke University, wurde jedoch bei der NBA-Draft 2013 nicht berücksichtigt. Mittlerweile spielt er bei den Brooklyn Nets ebenfalls in der NBA. Currys Tochter Sydel spielte am College Volleyball wie ihre Mutter. Sie ist mit Damion Lee von den Phoenix Suns verheiratet.